# Billboard Music Awards 2015
Předávání cen Billboard Music Awards 2015 se konalo 17. května 2015 v MGM Grand Garden Arena v Las Vegas. Ceremoniál byl vysílán stanicí ABC. Moderování se ujali Ludacris a Chrissy Teigen.

## Moderátoři a vystupující

### Moderátoři
- Ludacris
- Chrissy Teigen

### Vystupující
- Van Halen – „Panama“
- Fall Out Boy a Wiz Khalifa – „Uma Thurman“
- Nick Jonas – „Jealous“
- Meghan Trainor a John Legend – „Like I'm Gonna Lose You“
- Mariah Carey – „Vision of Love“ / „Infinity“
- Wiz Khalifa, Charlie Puth a Lindsey Stirling – „See You Again“
- Jussie Smollett, Bryshere Y. Gray a Estelle – „Conqueror“ / „You're So Beautiful“
- Hozier – „Take Me to Church“
- Little Big Town a Faith Hill – „Girl Crush“
- Pitbull a Chris Brown – „Fun“
- Ed Sheeran – „Bloodstream“
- Britney Spears a Iggy Azalea – „Pretty Girls“
- Nicki Minaj a David Guetta – „The Night Is Still Young“ / „Hey Mama“
- Tori Kelly – „Nobody Love“
- Simple Minds – „Don't You (Forget About Me)“
- Kelly Clarkson – „Invincible“
- Imagine Dragons – „Stand by Me“
- Kanye West – „All Day“ / „Black Skinhead“

## Nominace a ocenění

### Nejlepší umělec
- Taylor Swift
  - Ariana Grande
  - One Direction
  - Katy Perry
  - Sam Smith

### Objev roku
- Sam Smith
  - 5 Seconds of Summer
  - Iggy Azalea
  - Hozier
  - Meghan Trainor

### Nejlepší zpěvák
- Sam Smith
  - Drake
  - Ed Sheeran
  - Justin Timberlake
  - Pharrell Williams

### Nejlepší zpěvačka
- Taylor Swift
  - Iggy Azalea
  - Ariana Grande
  - Katy Perry
  - Meghan Trainor

### Nejlepší duo/skupina
- One Direction
  - 5 Seconds Of Summer
  - Florida Georgia Line
  - MAGIC!
  - Maroon 5

### Nejlepší koncertní turné
- One Direction
  - Lady Gaga
  - Katy Perry
  - The Rolling Stones
  - Justin Timberlake

### Nejlepší umělec z Billboard 200
- Taylor Swift
  - One Direction
  - Pentatonix
  - Ed Sheeran
  - Sam Smith

### Nejlepší album zBillboard200
- Pinkprint  – Nicki Minaj
  - V – Maroon 5
  - That's Christmas to Me – Pentatonix
  - x – Ed Sheeran
  - In the Lonely Hour – Sam Smith
  - 1989 – Taylor Swift

### Nejlepší umělec z Hot 100
- Nicki Minaj
  - Iggy Azalea
  - Ariana Grande
  - Sam Smith
  - Meghan Trainor

### Nejlepší písnička z Hot 100
- „All About That Bass“ – Meghan Trainor
  - „Fancy“ – Iggy Azalea feat.Charli XCX
  - „Anaconda“ – Nicki Minaj
  - „Stay with Me“ – Sam Smith
  - „Shake It Off“ – Taylor Swift

### Nejlepší rádiový umělec
- Sam Smith
  - John Legend
  - Maroon 5
  - Ed Sheeran
  - Taylor Swift

### Nejlepší rádiová písnička
- „All of Me“ – John Legend
  - „Rude“ – Magic!
  - „Am I Wrong“ – Nico & Vinz
  - „Stay with Me“ – Sam Smith
  - „Happy“ – Pharrell Williams

### Nejlepší digitální umělec
- Taylor Swift
  - Iggy Azalea
  - Ed Sheeran
  - Sam Smith
  - Meghan Trainor

### Nejlepší digitální písnička
- „All About That Bass“ – Meghan Trainor
  - „Uptown Funk“ – Mark Ronson feat. Bruno Mars
  - „Stay with Me“ – Sam Smith
  - „Shake It Off„ – Taylor Swift
  - „Happy“ – Pharrell Williams

### Nejlepší umělec na sociálních sítích
- Justin Bieber
  - Miley Cyrus
  - Selena Gomez
  - Ariana Grande
  - Taylor Swift

### Nejlepší streamovaný umělec
- Iggy Azalea
  - Ariana Grande
  - Nicki Minaj
  - Meghan Trainor
  - Taylor Swift

### Nejlepší streamovaná písnička (audio)
- „All of Me“ – John Legend
  - „Fancy“ – Iggy Azalea feat. Charli XCX
  - „Take Me to Church“ – Hozier
  - „Habits (Stay High)“ – Tove Lo
  - „Stay with Me“ – Sam Smith

### Nejlepší streamovaná písnička (video)
- „Anaconda“ – Nicki Minaj
  - „Let It Go“ – Idina Menzel
  - „Hot Boy“ – Bobby Shmurda
  - „Blank Space“ – Taylor Swift
  - „All About That Bass“ – Meghan Trainor

### Nejlepší křesťanský umělec
- Hillsong United
  - Casting Crowns
  - Lecrae
  - MercyMe
  - Newsboys

### Nejlepší křesťanská písnička
- „Something in the Water“ – Carrie Underwood
  - „He Knows My Name“ – Francesca Battistelli
  - „Oceans (Where Feet May Fail)“ – Hillsong United
  - „Greater“ – MercyMe
  - „We Believe“ – Newsboys

### Nejlepší křesťanské album
- Anomaly – Lecrae
  - Thrive – Casting Crowns
  - Welcome to the New – MercyMe
  - Rivers in the Wasteland – NEEDTOBREATHE
  - Love Ran Red – Chris Tomlin

### Nejlepší country umělec
- Florida Georgia Line
  - Jason Aldean
  - Luke Bryan
  - Brantley Gilbert
  - Blake Shelton

### Nejlepší country písnička
- „Burnin' It Down“ – Jason Aldean
  - „Play It Again“ – Luke Bryan
  - „Leave the Night On“ – Sam Hunt
  - „This Is How We Roll“ – Florida Georgia Line feat. Luke Bryan
  - „Dirt“ – Florida Georgia Line

### Nejlepší country album
- Old Boots, New Dirt – Jason Aldean
  - Man Against Machine – Garth Brooks
  - Crash My Party – Luke Bryan
  - Just as I Am – Brantley Gilbert
  - Platinum – Miranda Lambert

### Nejlepší taneční/elektro umělec
- Calvin Harris
  - Avicii
  - Clean Bandit
  - Disclosure
  - Lindsey Stirling

### Nejlepší taneční/elektro písnička
- „Turn Down for What“ – DJ Snake & Lil Jon
  - „Rather Be“ – Clean Bandit feat. Jess Glynne
  - „Latch“ – Disclosure feat. Sam Smith
  - „Break Free“ – Ariana Grande feat. Zedd
  - „Summer“ – Calvin Harris

### Nejlepší taneční/elektro album
- Shatter Me – Lindsey Stirling
  - True – Avicii
  - Settle – Disclosure
  - Motion – Calvin Harris
  - Recess – Skrillex

### Nejlepší latinský umělec
- Romeo Santos
  - J Balvin
  - Juan Gabriel
  - Enrique Iglesias
  - Prince Royce

### Nejlepší latinská písnička
- „Bailando“ – Enrique Iglesias feat. Descemer Bueno & Gente de Zona
  - „6 AM“ – J Balvin feat. Farruko
  - „Eres Mía“ – Romeo Santos
  - „Odio“ – Romeo Santos feat.Drake
  - „Propuesta Indecente“ – Romeo Santos

### Nejlepší latinské album
- Sex and Love – Enrique Iglesias
  - Los Dúo – Juan Gabriel
  - Formula, Vol. 2 – Romeo Santos
  - Corazón – Santana
  - 3.0' – Marc Anthony

### Nejlepší R&B umělec
- Pharrell Williams
  - Beyoncé
  - Chris Brown
  - John Legend
  - Trey Songz

### Nejlepší R&B písnička
- „Happy“ – Pharrell Williams
  - „Loyal“ – Chris Brown feat. Lil Wayne, French Montana, Too $hort & Tyga
  - „Talk Dirty“ – Jason Derulo feat. 2 Chainz
  - „Don't Tell 'Em“ – Jeremih feat.YG
  - „All of Me“ – John Legend

### Nejlepší R&B album
- G I R L – Pharrell Williams
  - Beyoncé – Beyoncé
  - X – Chris Brown
  - Xscape – Michael Jackson
  - Love in the Future – John Legend

### Nejlepší rapový umělec
- Iggy Azalea
  - J. Cole
  - Drake
  - Nicki Minaj
  - Rae Sremmurd

### Nejlepší raperská písnička
- „Fancy“ – Iggy Azalea feat. Charli XCX
  - „Black Widow“ – Iggy Azalea feat. Rita Ora
  - „I Don't F**k With You“ – Big Sean feat. E-40
  - „Anaconda“ – Nicki Minaj
  - „Hot Boy“ – Bobby Shmurda

### Nejlepší raperské album
- 2014 Forest Hills Drive – J. Cole
  - The Marshall Mathers LP 2 – Eminem
  - If You're Reading This It's Too Late – Drake
  - The New Classic – Iggy Azalea
  - The Pinkprint – Nicki Minaj

### Nejlepší rockový umělec
- Hozier
  - Bastille
  - Coldplay
  - Fall Out Boy
  - Lorde

### Nejlepší rocková písnička
- „Take Me to Church“ – Hozier
  - „Pompeii“ – Bastille
  - „A Sky Full of Stars“ – Coldplay
  - „Centuries“ – Fall Out Boy
  - „Ain't It Fun“ – Paramore

### Nejlepší rockové album
- Ghost Stories – Coldplay
  - Rock or Bust – AC/DC
  - Turn Blue – The Black Keys
  - Hozier – Hozier
  - Pure Heroine – Lorde

### Nejlepší soundtrackové album
- Ledové království
  - Hvězdy nám nepřály
  - Padesát odstínů šedi
  - Strážci Galaxie: Awesome Mix: Vol. 1
  - Čarovný les

### Billboard Chart-Achievement Award (fanouškovská anketa)
- Nicki Minaj
  - Iggy Azalea
  - Meghan Trainor
  - Ariana Grande
  - Taylor Swift